# جون روس كي
جون روس كي (بالإنجليزية: John Ross Key)‏ هو قاضي ومحامي أمريكي، ولد في 19 سبتمبر 1754 في ريدلاند في الولايات المتحدة، وتوفي في 11 أكتوبر 1821.